# Веребск
Веребск (Веребское) — село в Брасовском районе Брянской области, административный центр Веребского сельского поселения. Расположено в 30 км к северо-востоку от посёлка городского типа Локоть. Население — 252 человека (2010).
Имеется отделение связи, сельская библиотека.

## История
Упоминается с XVII века в составе Глодневского стана Комарицкой волости; первоначально — деревня в приходе села Чаянка, с 1714 года — село с храмом Покрова (не сохранился). В XVIII веке — владение Кантемиров, позднее — Кушелевых-Безбородко.
До 1778 года в Севском уезде, в 1778—1782 гг. в Луганском уезде; с 1782 по 1928 гг. — в Дмитровском уезде Орловской губернии (с 1861 года — центр Веребской волости, затем в составе Глодневской волости).
В 1864 году была открыта земская школа, одна из первых в уезде.
С 1929 года — в Брасовском районе. До 2005 года являлось центром Веребского сельсовета.

## Храм Покрова Пресвятой Богородицы
В 1865 году дочери вдовы священника села Бородина Марии Звягинцевой — девице Ольге Андреевне было предоставлено дьяконское место в Покровском храме села Веребск, вместо вдового и бездетного дьякона Николая Померанцева.

## Население
| Годы      | 1858 | 1866 | 1893 | 1923 | 1979 | 1989 | 2002 | 2010 |
| --------- | ---- | ---- | ---- | ---- | ---- | ---- | ---- | ---- |
| Население | 711  | 821  | 1120 | 1356 | 300  | 329  | 309  | 252  |